# مسيرة النصر في باكو 2020
مسيرة النصر في باكو (بالأذرية: Zəfər paradı)‏ هي مسيرة حدثت في 10 ديسمبر، في ساحة أزادليك، باكو، عاصمة أذربيجان. أقيمت بسبب الانتصار الأذربيجاني خلال حرب مرتفعات قره باغ 2020 والتي تسميها أذربيجان بـ الحرب الوطنية. أقيم العرض بحضور 3000 عسكري شاركوا خلال الحرب وساروا جنبًا إلى جنب مع المعدات العسكرية والطائرات بدون طيار والطائرات، بالإضافة إلى مركبات عسكرية ودبابات أرمينية مدمرة، وشارك جنود وضباط الأتراك أيضا، بينما البحرية الأذربيجانية بمناورات في خليج باكو القريب وحلقت طائرات وطائرات هليكوبتر فوق المدينة. كما حضر حليف أذربيجان الرئيسي في الحرب، الرئيس التركي رجب طيب أردوغان، العرض العسكري كجزء من زيارة دولية إلى باكو.
أثار العرض العسكري اهتمامًا كبيرًا بين سكان باكو، الذين تجمعوا في أجزاء مختلفة من المدينة وحاولوا مشاهدة العرض عن كثب، على الرغم من اللوائح المتعلقة بـ جائحة كورونا.
أثار العرض ضجة في أرمينيا بسبب تصريحات الرئيس الأذربيجاني إلهام علييف حول أراضي خانية يريفا، الواقعة حاليًا في أرمينيا، باعتبارها الأراضي التاريخية للأذربيجانيين، وتصريحات أردوغان حول روح أنور باشا، الذي اعتبره الأرمن كواحد من العقول المدبرة للإبادة الجماعية للأرمن، وهو ما تنفيه تركيا. وأدان رئيس الوزراء الأرميني نيكول باشينيان كلا التصريحيين. كما اعترض وزير الخارجية الإيراني محمد جواد ظريف على قصيدة تلاها أردوغان في إشارة إلى الفصل القسري بين مناطق شمال آراس عن شمال إيران، المعروفة باسم أذربيجان الإيرانية، التي تضم ملايين الأذربيجانيين العرقيين.

## خلفية
في 27 سبتمبر 2020، اندلعت الاشتباكات في منطقة مرتفعات قره باغ المتنازع عليها، والتي تسيطر عليها بحكم الأمر الواقع جمهورية أرتساخ المعلنة وغير المعترف بها، ولكنها قانونيا جزء من أذربيجان. تقدمت القوات الأذربيجانية في البداية في منطقتي فضولي وجبرائيل، وسيطرت على مراكزها الإدارية. من هناك تقدموا باتجاه هادروت. بدأت القوات الأذربيجانية في التقدم بشكل مكثف بعد سقوط حدروت في حوالي 15 أكتوبر، وبدأ الأرمن في التراجع، ثم سيطر الأذربيجانيون على زنجيلان وقبادلی. ثم مقاطعة لاتشين، وتوغلوا أيضًا في مدينة شوشا عبر غاباتها وممراتها الجبلية.
بعد السيطرة على شوشا، ثاني أكبر مستوطنة في مرتفعات قره باغ، تم توقيع اتفاق لوقف إطلاق النار بين رئيس أذربيجان إلهام علييف، ورئيس وزراء أرمينيا نيكول باشينيان، والرئيس الروسي فلاديمير بوتين. أنهى الأعمال العدائية في المنطقة بداية من 10 نوفمبر 2020 بتوقيت موسكو. وبموجب الاتفاقية، ستحتفظ الأطراف المتحاربة بالسيطرة على المناطق التي تسيطر عليها حاليًا داخل مرتفعات قره باغ، بينما ستعيد أرمينيا الأراضي المحيطة التي احتلتها في عام 1994 إلى أذربيجان. وستحصل أذربيجان أيضًا على منفذ عبر أرمينيا إلى أرضيها المستحاطة نخجوان التي تحيط بها أرمينيا وتركيا وإيران. وسيتم نشر حوالي 2000 جندي روسي كقوات لحفظ السلام على طول ممر لاتشين بين أرمينيا ومرتفعات قره باغ لفترة لا تقل عن خمس سنوات.

## المسيرة

### قبل المسيرة
في بداية شهر ديسمبر، تم الكشف عن أن موكب نصر سيقام في 10 ديسمبر في ساحة أزادليك، باكو، عاصمة أذربيجان. تم تقييد حركة المرور في بعض الشوارع والطرق لضمان سلامة المعدات المتعلقة بالعرض العسكري. في 5 ديسمبر، بدأت القوات المسلحة الأذربيجانية التدريبات الخاصة بالعرض. في 8 ديسمبر، تم إجراء تمرين تدريبي في العرض العسكري، تم خلاله استعراض الغنائم العسكرية التي استولت عليها القوات المسلحة الأذربيجانية من أرمينيا. كما تم تنفيذ رحلات تدريبية لطائرات وطائرات هليكوبتر تابعة لسلاح الجو الأذربيجاني فوق باكو.
في 9 ديسمبر، وصل الرئيس التركي، رجب طيب أردوغان، بالطائرة إلى مطار حيدر علييف الدولي في باكو. وكان في استقبال أردوغان المسؤولين الأذربايجانيين والدبلوماسيين الأتراك في باكو. وكان برفقته زوجته أمينة أردوغان، ووزير الخارجية مولود جاويش أوغلو، ووزير الدفاع خلوصي أكار، المتحدث باسم حزب العدالة والتنمية الحاكم عمر جيليك، ونائب رئيس الحزب ماهر أونال، والمتحدث باسم الإدارة الرئاسية إبراهيم كالين، والعلاقات العامة في إدارة الرئاسة التركية. المخرج فخر الدين التون.
في 10 كانون الأول (ديسمبر)، قام إلهام علييف وأردوغان بزيارة حارة الشهداء، ووضعوا أكاليل الزهور على نصب الشعلة الخالدة. ثم ذهبوا إلى زقاق الشرف لتكريم ذكرى الرئيس الأسبق لأذربيجان، حيدر علييف، ووضعوا أكاليل الزهور على قبره. صلى علييف وأردوغان في مسجد الشهداء.

### خطاب ما قبل العرض

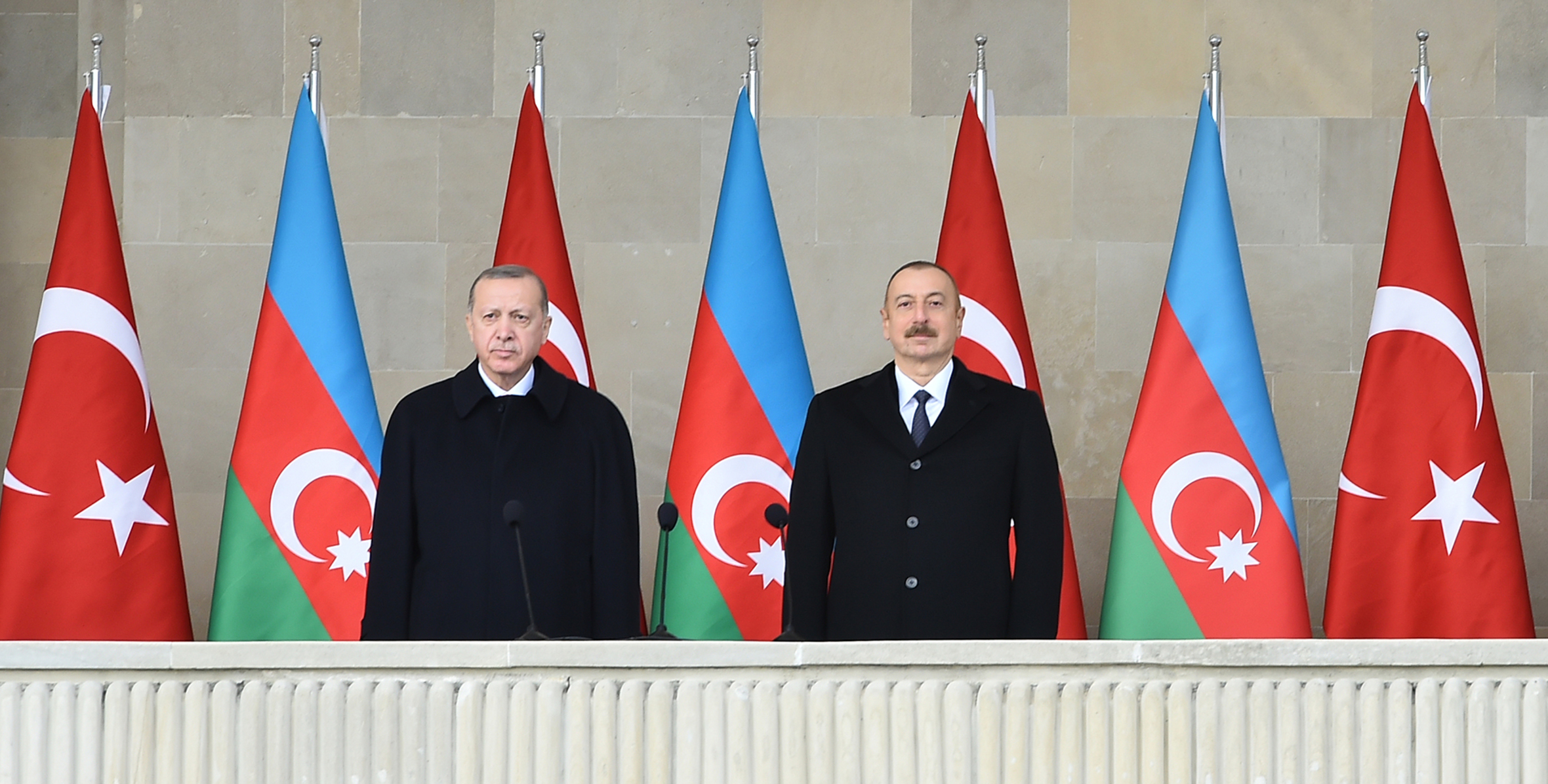
الرئيس الأذربيجاني إلهام علييف والرئيس التركي رجب طيب أردوغان خلال العرض.

بدأ العرض بفرق حاشدة تعزف نشيدي أذربيجان وتركيا من بعد وصول رئيسي الدولتين.
خلال خطابه، رئيس أذربيجان، إلهام علييف صرح، أن مئات الآلاف من الأذربيجانيين الذين يعيشون في الوقت الحاضر كانوا يعيشون في أرمينيا و«طردوا من أراضي أجدادهم»، مضيفا أن زانجيزور، غغاركونيك، ويريفان كانت «الأراضي التاريخية لأذربيجان»، وأن القيادة الأرمينية طردت مئات الآلاف من الأذربيجانيين من أرمينيا، وكذلك من مرتفعات قره باغ. كما أشار إلهام علييف إلى أنه قبل ثلاثة أيام من بدء الحرب، قال في الجمعية العامة للأمم المتحدة إن «أرمينيا تستعد لحرب جديدة ويجب إيقافها». وأضاف أنه في عام 2020، شنت أرمينيا ثلاث هجمات على أذربيجان، في يوليو وأغسطس وسبتمبر. وردا على ذلك، «أمر الجنود الأذربيجانيين بالتقدم إلى الأمام». ثم تذكر علييف معركة شوشا ووصفها بأنها «حدث تاريخي». في النهاية، صرح علييف أن الجيش الأذربيجاني قد هزم أرمينيا، وأن الجيش الأرمني شبه «منعدم ومدمَّر»، مضيفًا أنه إذا «عادت الفاشية الأرمنية، فستكون النتيجة هي نفسها».
كما ألقى رئيس تركيا، رجب طيب أردوغان، كلمة. ترحم أولا على الجنود الأذربيجانيين الذين قتلوا خلال الحرب وتمنى الشفاء للمصابين، ثم واصل مدح العلاقات الأذربيجانية التركية. ثم أضاف أن أولئك الذين لم يجلبوا «إلا المذابح والدموع في قره باغ يجب أن يعودوا الآن إلى رشدهم»، وأن على الساسة الأرمن اتخاذ «خطوات جريئة نحو السلام والاستقرار». ردد أردوغان قصيدة أذربيجانية عن تقسيم الأراضي الأذربيجانية بين روسيا وإيران، والتي تضم الملايين من الأذربيجانيين العرقيين، ثم ذكر أنه اليوم الذي فيه «أرواح أحمد جواد ونورو باشا وأنور باشا ومبارز ابراهيموف مستنيرين». وشدد على أن «النضال في المجالين السياسي والعسكري سيستمر على جبهات مختلفة».

### المميزات

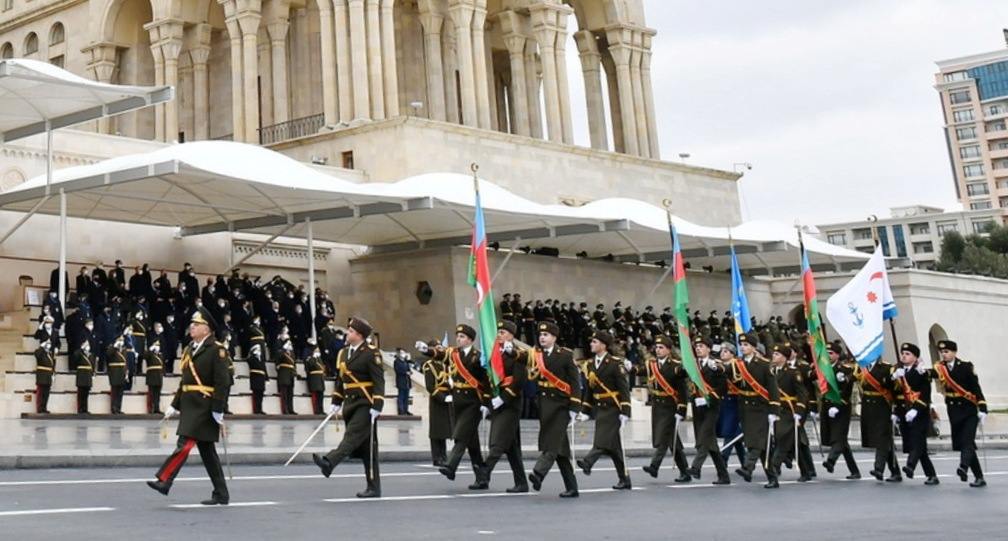
تقديم العلم الأذربيجاني وراية النصر وأعلام أفرع القوات المسلحة الأذربيجانية بقيادة الفريق كريم فالييف.

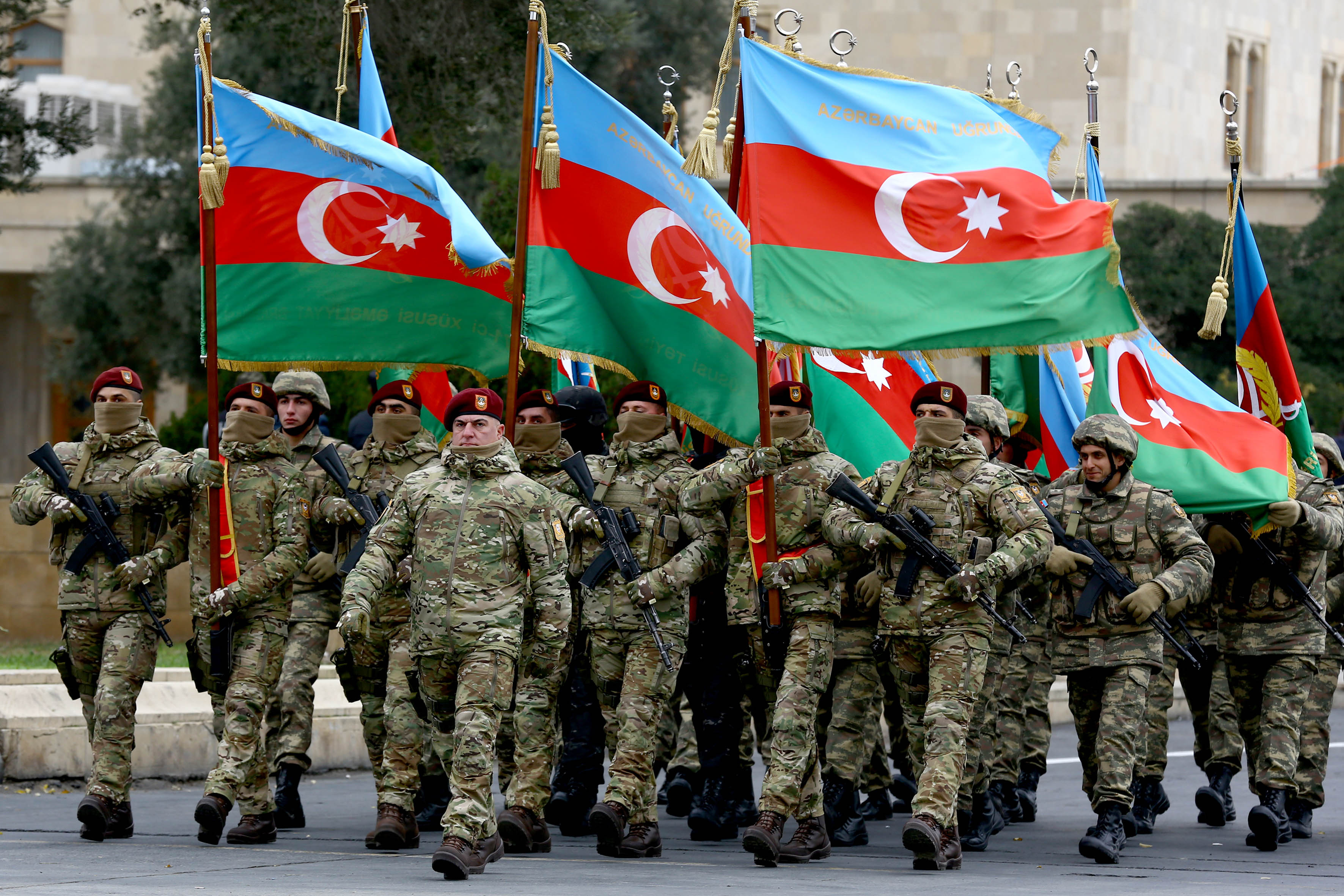
جنود يسيرون بالرايات والوحدات العسكرية التي تميزت خلال الحرب بقيادة اللواء زاور مامادوف.

#### الافراد
سار أفراد القوات المسلحة الأذربيجانية بعد الخطاب في ساحة أزادليك تحت راية النصر، وهو العلم الذي تم وضعه في شوشا عندما سيطرت القوات الأذربيجانية على المدينة. خلف علم الدولة وراية النصر، اقترب جنود يحملون أعلام فروع الجيش الأذربيجاني. وكان على رأس المسيرة أمام قائد العرض الفريق كريم فالييف الذي حيا السلطات في المنصة. كان رئيس الاحتفالات الرسمي هو العقيد عبد الله قرباني.
كان هذا هو ترتيب العرض:
- أفراد القوات الخاصة التابعة لوزارة الدفاع بقيادة قائد القوات الخاصة الفريق حكمت ميرزاييف[40]
- أفراد من مشاة البحرية في البحرية الأذربيجانية بقيادة النقيب زاور جولييف من الدرجة الأولى[41]
- أفراد من القوات الخاصة ياراسا التابعة لجهاز المخابرات الأجنبية[42]
- أفراد من جهاز أمن الدولة بقيادة اللواء روفشان مختاروف[43]
- أفراد القوات الخاصة لجيش ناختشيفان بقيادة العقيد سعيد إيساييف[44]
- عناصر الفيلق الأول بقيادة العقيد طلح مشادييف[45]
- أفراد فيلق الجيش الثاني بقيادة العقيد نعمت موسيبوف[45]
- أفراد الفيلق الثالث بقيادة المقدم كامران أغابلاييف[45]
- عناصر الفيلق الرابع بقيادة العقيد إلهام محمدوف[45]
- أفراد الفيلق السادس بقيادة المقدم ديانات مسلموف[46]
- أفراد من سلاح الصواريخ والمدفعية بقيادة العقيد إسميخان محمدوف
- أفراد قيادة القوات الخاصة التركية بقيادة النقيب هارون إرجين[47]
- موظفو دائرة حدود الدولة بقيادة اللواء رسول تاجييف[48]
- أفراد القوات الداخلية بوزارة الداخلية بقيادة اللواء إنجيلاب مرادوف[48]
- أفراد من الحرس الوطني الأذربيجاني بقيادة الرائد إلدار جولييف[48]
- طلاب الضباط في الأكاديمية العسكرية العليا لأذربيجان، بقيادة مشرف الأكاديمية اللواء فضولي صلاحوف[48]
- طلاب مدرسة حيدر علييف العسكرية بقيادة مدير المدرسة اللواء محمد حسنوف[48]
- طلاب مدرسة جمشيد ناختشيفانسكي العسكرية بقيادة مدير المدرسة اللواء باكير أوروجوف[48]

### المعدات العسكرية
مرت حوالي 150 مركبة، بما في ذلك المركبات ذات الأغراض الخاصة والعربات المدرعة وأنظمة الأسلحة التابعة للقوات المسلحة الأذربيجانية،  من بين الأسلحة والطائرات التي تم إستعراضها كانت، وهيرون، وبيرقدار تي بي 2 ، وكذلك إلبت هرمز 900، وهاروب.
حلقت الطائرات المقاتلة والمروحيات الأذربيجانية فوق باكو في نهاية العرض. 

### غنائم عسكرية
خلال العرض، تم عرض بعض الأسلحة التي إستولى عليها الأذربيجانيون من الأرمن خلال الحرب، بما في ذلك 53 سلاحًا مضادًا للدبابات، وبي إم-30 سميرتش، وبي إم-21 غراد، وتوس-1، وإس- 300، تم أيضًا عرض بعض المركبات الأرمينية التي تم تدميرها والاستيلاء عليها، بما في ذلك 33 2 أس 3 أكتسيا وقوزديكا 2أس1، و 352 مدفعًا مختلفًا، و 125 قذيفة هاون، و 103 مركبة للأغراض الخاصة، و 178 قاذفة قنابل يدوية، و 5 زي أس يو-23-4 شيلكا، كما تم عرض دبابات و 5 سوخوي سو-25 وأكثر من 500 شاحنة عسكرية. كما تم عرض المعدات العسكرية المنتزعة من القوات المسلحة الأرمنية في العرض، مع لوحات أرقام مكتوب عليها «قره باغ أذربيجانية».

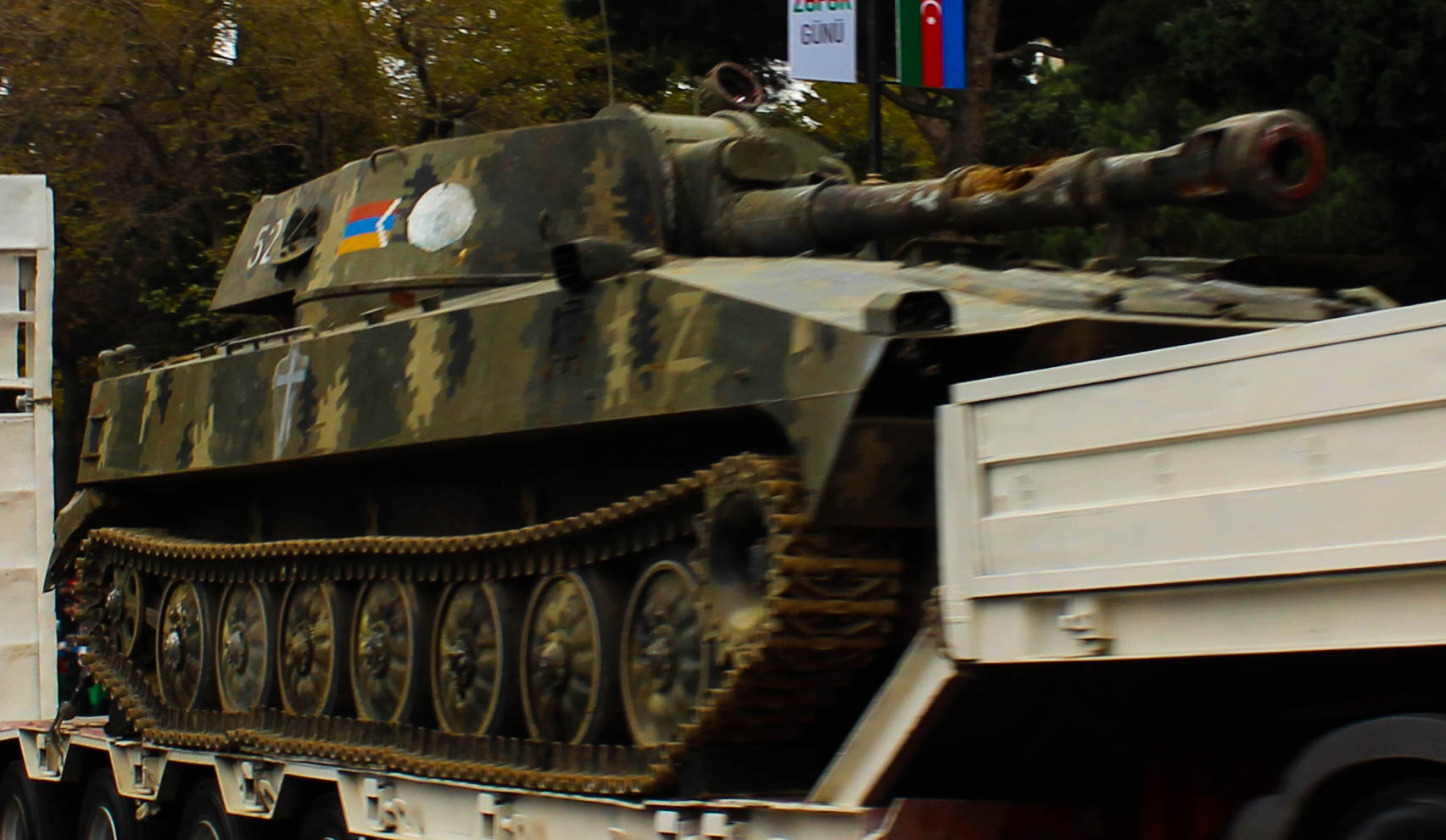
أحد الدبابات الأرمينية التي تم عرضها خلال المسيرة

### الحضور
أثار العرض العسكري اهتمامًا كبيرًا بين سكان باكو، الذين تجمعوا في أجزاء مختلفة من المدينة وحاولوا مشاهدة العرض عن كثب. على الرغم من كوفيد 19، حاول سكان باكو الذهاب لمشاهدة العرض العسكري. أوقفتهم الشرطة ولم يسمح ضباط الشرطة للناس بدخول باكو بولفار. قال مسؤولو وزارة الدفاع الأذربيجانية إن المدينة ليست مغلقة وأن الناس تجمعوا لمشاهدة العرض بالقرب من مسرح الدمى. كما أشار مكتب شرطة باكو الرئيسي إلى أنه «يجري اتخاذ التدابير اللازمة للسيطرة على الحدث ومنع انتشار الوباء ومنع الاكتظاظ في المنطقة». لم يكن هناك تحذير رسمي للسكان بشأن عدم التجمع. أفاد مراسل بي بي سي الأذربيجاني أن سكان باكو كانوا يتدفقون على ساحة أزادليك من شارع نفتشلار على الرغم من حقيقة أن العرض كان سيبدأ قريبًا. وشاهدت المسيرة حشود تلوح بعلم أذربيجان وتركيا.

## ما بعد العرض
أقيم عرض احتفالي بالألعاب النارية في باكو بوليفارد في وقت لاحق من تلك الليلة.

### موتمر من بعد العرض
بعد العرض، عقد إلهام علييف ورجب طيب أردوغان مؤتمرا مشتركا. صرح علييف أنه إذا استخلصت الحكومة الأرمينية «الاستنتاجات الصحيحة من الحرب وتخلت عن أطماعها ومزاعمها التي لا أساس لها وتتطلع إلى المستقبل، فيمكن أن يكون لها مكان على منصة واحدة»  وشدد أردوغان على دعمه لفكرة علييف في بناء منصة بمشاركة ست دول هي أذربيجان وتركيا وروسيا وجورجيا وإيران وأرمينيا، وذكر أن مثل هذا التعاون يمكن أن يجلب السلام إلى المنطقة. وأضاف أن نهج فلاديمير بوتين، ساعد على حل نزاع قره باغ بطريقة إيجابية. وأشار علييف كذلك إلى أن الشركات التركية ستشيد طريقًا إلى شوشا، وعندما يصبح الطريق جاهزًا، سيزور المدينة مع أردوغان. وأضاف أنه إلى جانب الشركات الأذربيجانية، ستشارك الشركات التركية أيضًا في بناء الطرق والسكك الحديدية والبنية التحتية الأخرى في المنطقة.
صرح وزير خارجية تركيا مولود تشاووش أوغلو أنه تم توقيع اتفاقية بين أذربيجان وتركيا لتسهيل السفر بين البلدين. وبحسب تشاووش أوغلو، فقد وقع وثيقة مع وزير خارجية أذربيجان، جيهون بيرموف، مضيفًا أن السفر بين البلدين سيتم قريبًا ببطاقات الهوية فقط.

## ردود الفعل الدولية
وزارة الدفاع الوطني التركية، عمدة أنقرة منصور يافاش، ورئيس الجمعية الوطنية التركية الكبرى مصطفى سينتوب هنأوا أذربيجان على العرض.
نظمت مغنية الأوبرا الإسرائيلية كاميليا إيفي حفلاً موسيقيًا للموسيقى الأذربيجانية في الحديقة، حيث كرّس الموسيقيون أداءهم في موكب النصر في باكو.
وأدانت أرمينيا بشدة تصريحات إلهام علييف بشأن مقاطعاتها ووصفتها بـ «الاستفزازية». أيضا، الناطق باسم رئيس وزراء أرمينيا، وقال ماني دافتيان أن أردوغان «تمجيد أيديولوجيات تركيا الفتاة» كان أيضا «مدان بشدة». ووصف السفير الأرمني في ليتوانيا ولاتفيا وإستونيا تيغران مكرتشيان العرض بأنه «حفلة تنكرية» رداً على صورة ضابط أذربيجاني يقوم بعلامة الذئاب الرمادية أثناء العرض العسكري.
ووصف نائب مجلس الدوما الروسي كونستانتين زاتولين العرض بأنه «محاولة لإذلال» كل من أرمينيا وروسيا وأدان محاولات الرئيس علييف خلال خطابه لوضع أوجه تشابه مع محاربة الفاشية والعملية قره باغ.

### جدل القصيدة
صرح وزير الخارجية الإيراني محمد جواد ظريف، رداً على إلقاء أردوغان قصيدة تشير إلى نهر أراس وأذربيجان الإيرانية، أنه «لا يُسمح لأحد بالتحدث عن أذربيجان الحبيبة لإيران». وصرح سفير إيران السابق في باكو، محسن باكين، أن مثل هذه التصريحات قد تثير قضايا تاريخية ومثيرة للجدل بين أذربيجان وإيران، وتضر بالعلاقات بينهما. كما اتهم باكين أردوغان بنشر القومية التركية. ثم استدعت السلطات الإيرانية سفير تركيا في طهران وطلبت تفسيرًا فوريًا.